# Província de Kazusa
Kazusa (上総国; Kazusa no kuni) foi uma antiga província do Japão na área da Península de Bōsō em Honshū que hoje é a parte central da prefeitura de Chiba. Kazusa fazia fronteira com as províncias de Awa e Shimousa

Mapa das províncias japonesas (1868) com a província de Kazusa em destaque

Kazusa era geralmente governada a partir do castelo da cidade de Ōtaki, embora a capital provincial se localizasse próxima a Ichihara, do outro lado da península.

## História
Durante o Período Edo, os seguintes feudos se localizavam em Kazusa:
- Goi, governado pela família Arima.
- Tsurumaki, governado pela família Mizuno.
- Jōzai, governado pela família Hayashi.
- Iino, governado pela família Hoshina.
- Ichinomiya, governado pela família Kanō.
- Sanuki, governado pela família Abe.
- Kururi, governado pela família Kuroda.
- Ōtaki, governado pela família Matsudaira (Ōkouchi).

## Refereências
- Lista de domínios em Kantō (em japonês)